# 350'erne f.Kr.
Århundreder: 5. århundrede f.Kr. – 4. århundrede f.Kr. – 3. århundrede f.Kr.
Årtier: 400'erne f.Kr. 390'erne f.Kr. 380'erne f.Kr. 370'erne f.Kr. 360'erne f.Kr. – 350'erne f.Kr. – 340'erne f.Kr. 330'erne f.Kr. 320'erne f.Kr. 310'erne f.Kr. 300'erne f.Kr.
År: 359 f.Kr. 358 f.Kr. 357 f.Kr. 356 f.Kr. 355 f.Kr. 354 f.Kr. 353 f.Kr. 352 f.Kr. 351 f.Kr. 350 f.Kr.